# Финансовый контроль в бюджетных учреждениях
Финансовый контроль в бюджетных учреждениях — совокупность действий и операций по проверке финансовых и связанных с ними вопросов деятельности бюджетных учреждений. Формы и методы финансового контроля, общие для организаций любой сферы деятельности, освещены в статье Методы финансового контроля. Настоящая статья посвящена особенностям контроля в бюджетных учреждениях и специфическим методам, характерным для документальных ревизий и проверок, организуемых в них.

## Бюджетное учреждение как форма хозяйствующего субъекта
Бюджетное учреждение как особая форма хозяйствующего субъекта характеризуется следующими основными признаками:
- подчиняется государству в лице исполнительных органов власти или местного самоуправления,
- использует активы, принадлежащие государству (то есть не имеет собственности, а лишь управляет государственной собственностью),
- финансируется государством за счёт бюджетных средств,
- создано для выполнения определённых государственных функций (то есть, тех, которые никто, кроме государства, исполнить не может),
- оказывает свои услуги населению бесплатно,
- не формирует стоимости услуг, а финансируется на основании сметы расходов.

При этом бюджетное учреждение остаётся самостоятельным и полноправным участником экономических отношений:
- является юридическим лицом,
- имеет руководителя, главного бухгалтера, печать,
- принимает экономические решения, за которые несёт ответственность,
- принимает от своего имени обязательства, заключает контракты,
- ведёт учёт и составляет баланс активов и обязательств.

В связи с тем, что в отличие от коммерческой организации, бюджетное учреждение призвано не зарабатывать деньги, а тратить их, показатели эффективности бюджетного учреждения не связаны с понятием прибыли.

## Особенности ревизии бюджетных учреждений
Помимо основных контрольных процедур, освещённых в статье документальная ревизия, при ревизии бюджетного учреждения ревизор должен проверить:
1. Целевое расходование бюджетных средств:
  - расходование средств финансирования из бюджета в соответствии с доведёнными лимитами бюджетных обязательств,
  - правильность отнесения расходов бюджетного учреждения по соответствующим статьям классификации расходов бюджетов,
  - полноту и своевременность регистрации в казначейских органах принятых бюджетных обязательств.
2. Эффективность размещения государственных заказов:
  - соблюдение порядка размещения заказов на поставки товаров, оказание услуг бюджетному учреждению путём проведения конкурсов, аукционов, запросов котировок,
  - соблюдение запрета на пересмотр цены контракта в ходе его выполнения,
  - выполнение других ограничений, устанавливаемых органами власти, например, предельного процента авансовых платежей по договорам.
3. Оплату труда «бюджетников»:
  - выполнение штатного расписания, утверждённого вышестоящим органом,
  - соблюдение штатной дисциплины, то есть использование работников строго по назначению, определенному штатным расписанием,
  - начисление оплаты труда работников учреждения в соответствии с установленными отраслевыми и ведомственными правилами и нормативами.
4. Предпринимательскую деятельность бюджетного учреждения:
  - осуществление лишь тех видов предпринимательской деятельности, которые согласованы с вышестоящим органом, в соответствии с генеральным разрешением,
  - соблюдение запрета на использование труда работников, содержащихся за счёт бюджета, в оплачиваемое основное время в интересах предпринимательской деятельности,
  - ведение раздельного учёта средств по основной и предпринимательской деятельности,
  - соблюдение порядка использования прибыли от предпринимательской деятельности.

## Текущий контроль казначейских органов
Казначейские органы осуществляют, в основном, текущий контроль за целевым характером расходования бюджетных средств. Для осуществления платежа с единого счёта бюджета по своим обязательствам бюджетное учреждение представляет в территориальный орган казначейства платёжное поручение. При этом казначейство проверяет:
- соответствие операции характеру уставной деятельности бюджетного учреждения,
- не является ли платёж не предусмотренным законодательством авансовым платежом или капитальным вложением,
- обоснованность платежа — наличие счёта, при необходимости — договора, сметы,
- достаточность остатка лимита бюджетных обязательств по соответствующей статье расхода,
- правильность оформления платёжного поручения.

При получении бюджетным учреждением наличных денежных средств в кассу (на выплату заработной платы, хозяйственные и командировочные расходы, социальные выплаты) казначейство проверяет:
- наличие необходимого остатка лимитов бюджетных обязательств,
- разрешено ли получение наличных денег по данной статье расхода.